# Friar Park

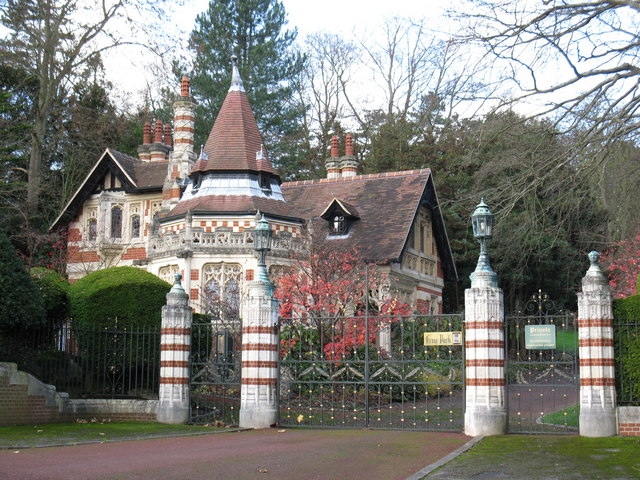
Friar Park, Einfahrt

Friar Park („Mönch-Park“) ist ein viktorianisches, neugotisches Anwesen westlich der Ortschaft Henley-on-Thames, Oxfordshire. Das Haupthaus besitzt 25 Räume. Bauherr war der Rechtsanwalt Sir Frank Crisp (1843–1919). Es war das Domizil von George Harrison, der es am 14. Januar 1970 für 135.000 Pfund erwarb. Harrisons damalige Ehefrau Pattie erinnert sich:

“[…] a house on three floors with twenty-five bedrooms, a ballroom, a drawing room, a dining room, a library, a huge kitchen and hall, intricate carvings, formal gardens of ten or twelve acres, and a further twenty acres of land. There were two lodges and a gatehouse. […] There were towers, turrets, and pinnacles, large traceried windows, and gargoyles. […] All over the house puns about friars and little sayings, some in Latin, some in English, had been carved into the walls.”

„[…] ein Haus mit drei Stockwerken mit 25 Schlafzimmern, einem Tanzraum, einem Salon, einem Esszimmer, einer Bibliothek, einer riesigen Küche und Halle, komplizierten Schnitzereien, gestalteten Gärten von 4 bis 4,5 Hektar und weiteren 8 Hektar Land. Es gab zwei kleine Häuser und ein Torhaus. […] Es gab Türme, Türmchen und Giebel, weiträumige Fenster und Wasserspeier. […] Über das ganze Haus waren Wortspiele über Mönche und Sprüche, manche in Latein, manche in Englisch, in die Wände gehauen.“

Später ließ George Harrison noch einen Swimming-Pool, einen Hubschrauber-Landeplatz, einen Tennisplatz und ein Aufnahme-Studio bauen. Dieses Studio wurde F.P.S.H.O.T. genannt (Friar Park Studio, Henley-on-Thames) und diente schon im August 1972 für Aufnahmen von Cilla Black.
Am 28. Oktober 1974 wurde das Anwesen unter Denkmalschutz gestellt.